# الكاتي
الكاتي (باللاتينية: Katian)، وهي ثاني مرحلة من فترة الأوردوفيشي المتأخر والرابعة من العصر الأوردوفيشي، حيث امتدت من 452.8  ± 0.7 إلى 445.2  ± 0.9 مليون سنة مضت، لمدة 7.6 مليون سنة تقريبا.

## التسمية
يعود مصطلح الكاتي إلى بحيرة كاتي في مقاطعة أتوكا أوكلاهوما في الولايات المتحدة والتي تبعد عن نقطة ومقطع طبقة الحدود العالمية بحوالي 2 كلم جنوب غرب. تم اقتراح الاسم عام 2006.

## المقطع النموذجي
تقع نقطة ومقطع طبقة الحدود العالمية (GSSP) لبداية الكاتي في «قطاع بلاك نوب ريدج» (34°25′50″N 96°04′29″W / 34.4305°N 96.0746°W) جنوب شرق أوكلاهوما (الولايات المتحدة). وهي نتوء من طفل ومبل وبيغ فورك شيرت الذي يحتوي على الحدود السفلية للكاتي. وتم تعريف قاعدته بأول ظهور لأنواع الجرابتوليت ديبلاكانثغرابتوس كوداتوس (Diplacanthograptus caudatus) حيث تقع فوق قاعدة «بيغ فورك شيرت» بحوالي 4.0 م. وتم تعريف حدوده العلوية بأول ظهور لأنواع الجرابتوليت نورمالوغرابتوس اكستروديناريوس (Normalograptus extraordinarius).